# Horatio Caro
Horatio Caro (Newcastle upon Tyne, 1862. július 5. – London, 1920. december 15.) angol sakkozó. 
Annak ellenére, hogy Angliából származott, élete nagy részét Németországban sakkozva töltötte. Legnagyobb sakkjátszmái közül érdemes megemlíteni, hogy 1890-ben 14 lépésben legyőzte az akkori világbajnok Emanuel Laskert. 1892-ben Horatio Caro döntetlent játszott Curt von Bardelebennel (+2 -2 = 2), és ugyanabban az évben Szymon Winawerrel (+2 –3 =1) szemben.
1897-ben Jacques Mieses ellen veszített (+3 –4 =3). 1903-ban ismét döntetlent játszott Bardelebennel, de ezúttal más eredménnyel (+4 –4 =0). 1905-ben nyert a német Moritz Lewitt (+4 –3 =5) ellen.
A Caro–Kann-védelem sakkmegnyitás Horatio Caro és Marcus Kann osztrák sakkozó után kapta a nevét.